# Lucas Halter
Lucas Halter (Salto, 2 de maio de 2000) é um futebolista brasileiro que atua como zagueiro. Atualmente defende o Vitória, emprestado pelo Botafogo.

## Carreira

### Athletico Paranaense
Lucas Halter começou a jogar com apenas 6 anos de idade, quando entrou para um time de futsal chamada Show de Bola. O jogador chegou a disputar o Campeonato Paulista Sub-15. No ano de 2016 o clube Athletico Paranaense demonstrou interesse nele, e trouxe-o para suas categorias de base.
No ano de 2017 foi convocado pela seleção para disputar o Campeonato Sul-Americano Sub-17, no qual se sagrou campeão. No mesmo ano foi convocado para disputar a Copa do Mundo FIFA Sub-17. 

#### 2018
Em 2018 o Athletico Paranaense renovou seu contrato. No ano de 2019 fez parte do elenco do Furacão que venceu o Campeonato Paranaense de Futebol de 2019.

#### 2019
Em 27 de janeiro de 2019, estreou na equipe principal do Atlético na partida do Campeonato Paranaense contra o Rio Branco. No dia 10 de março, marcou seu primeiro gol pelo clube em partida do Campeonato Paranaense contra o Toledo. Lucas Halter fez sua estreia pelo Campeonato Brasileiro no dia 19 de maio de 2019, em partida contra o Corinthians, devido à necessidade que o clube tinha de poupar jogadores para a final da Recopa Sul-Americana.

#### 2021
Em maio de 2021, Lucas machucou gravemente o pé esquerdo, saiu machucado logo aos 13 minutos do primeiro tempo na derrota por 2 a 1 para o Londrina, na Arena da Baixada, pelo Campeonato Paranaense, o que o levou a ficar ausente por muito tempo. Seu retorno foi estimado em 2022.

### Goiás
Durante a janela de julho de 2022, o Goiás encaminhou a contratação de Lucas Halter, por empréstimo junto ao Athletico Paranaense até o fim do ano. Em sua primeira temporada no Esmeraldino, Halter entrou em campo 15 vezes, não sendo titular absoluto da equipe.
Em 23 de dezembro de 2022, Lucas teve seu contrato com o Goiás renovado por mais um ano, o Athletico voltou a emprestá-lo para time alviverde. Em 2023, ele atuou em 54 partidas e marcou 6 gols.

### Botafogo
O Botafogo anunciou a contratação de Lucas Halter em 7 de janeiro de 2024, com o vínculo válido até o fim de 2027. O clube pagou cerca de R$ 7 milhões por 80% dos direitos do atleta. Sua chegada ao clube ocorreu após a transferência de Adryelson do alvinegro para o Olympique Lyonnais.
Destaque do Goiás, Halter não empolgou no Botafogo. O zagueiro de 23 anos acumula falhas nas partidas pela equipe e foi alvo de críticas inclusive do dono do futebol do Glorioso, John Textor, pela atuação na derrota do Botafogo para o Junior Barranquilla por 3 a 1, no Estádio Nilton Santos, pela estreia da fase de grupos da Libertadores.
Halter foi titular em praticamente todo primeiro semestre, perdeu espaço no segundo, entrando em campo apenas seis vezes. No total, fez 39 jogos, com dois gols e uma assistência.

### Vitória
Após a disputa da Supercopa Rei, o Botafogo anunciou o empréstimo do jogador para o Vitória.

## Títulos
Athletico Paranaense
- Taça Dirceu Krüger: 2019
- Campeonato Paranaense: 2019, 2020
- Copa Suruga Bank: 2019
- Copa do Brasil: 2019
- Copa Sul-Americana: 2021[17]

Goiás
- Copa Verde: 2023

Botafogo
- Taça Rio: 2024
- Copa Libertadores da América: 2024
- Campeonato Brasileiro: 2024

Seleção Brasileira Sub-17
- Campeonato Sul-Americano Sub-17: 2017 [18]